# Club Estrella del Sur
La Escuela de Recreación y Deporte Estrella del Sur es una entidad deportiva de la localidad de Alejandro Korn, partido de San Vicente, provincia de Buenos Aires, Argentina. Fue re-fundado el 14 de marzo de 2006. Siendo fundado por primera vez en 1916. 
Su disciplina más destacada es el fútbol masculino, donde participa, como club invitado, en la Primera C, cuarta categoría para los clubes directamente afiliados a la AFA, habiendo ascendido desde el Torneo Promocional Amateur.También ha participado, previamente, del Torneo Regional Federal Amateur, cuarta categoría para afiliados indirectos. A su vez, está integrado a la Liga Metropolitana de Fútbol de San Vicente. También practica fútbol femenino, futsal, handball y rugby, y tiene una escuela de fútbol infantil.
Su estadio lleva el nombre de Claudio Tapia, con un aforo de 150 personas. Su indumentaria principal es de color naranja.
Su actual sponsor es la Empresa San Vicente S.A.T.Empresa San Vicente S.A.T.

## Historia

### Comienzos
Fue fundado el 6 de marzo de 2006 por Nicolás Mantegazza, intendente desde 2019 de San Vicente, con el fin de crear un espacio de desarrollo social y deportivo para los jóvenes del municipio. Desde su creación hasta 2023 participó en ligas regionales del partido de San Vicente hasta llegar al Torneo Regional Federal Amateur en la temporada 2023-24.

### Torneos de AFA
A finales de 2023, tras un proceso de selección entre muchos postulantes, el club recibió una invitación de la Asociación de Fútbol Argentino para participar del Torneo Promocional Amateur, el torneo que reemplazó a la Primera D, hasta entonces quinta categoría del fútbol argentino, luego de que esta se fusionara en la Primera C.
En el primer semestre de 2024, el equipo fue subcampeón del Torneo Apertura del Promocional.En el segundo semestre disputó el Torneo Clausura, en el que obtuvo el ascenso a la Primera C -el primer escalón profesional de las competiciones oficiales del fútbol argentino-al consagrarse campeón anticipadamente, a falta de dos fechas del final de la competición.

## Datos del club
Temporadas en Cuarta División: 2
- Torneo Regional Federal Amateur: 1 (2023-24)
- Primera C: 1 (2025)

Temporadas en Quinta División: 1
- Torneo Promocional Amateur: 1 (2024)

## Otras disciplinas
El equipo de fútbol femenino participa, desde 2023, en la Primera C, tercera categoría de los torneos nacionales oficiales.